# Merrill Field
Merrill Field (IATA: MRI, ICAO: PAMR, FAA: MRI) é um aeroporto de aviação geral localizado a 1,6 km do centro de Anchorage, capital do estado americano do Alasca. O aeroporto, administrado pela Prefeitura de Anchorage, ocupa uma área de 1,76 km² e possui três pistas, a maior delas com 1210 metros de comprimento. Como aeroporto de aviação geral, o Merrill Field não permite que aeronaves que pesem mais de 5669 quilogramas (12 500 libras) operem no aeroporto. 
Fundado em 1930 como o primeiro aeroporto oficial de Anchorage, o Merrill Field recebe este nome em homenagem a Russell Hyde Merrill, um pioneiro da aviação do Alaska que desapareceu enquanto realizava um voo para Bethel (Alasca) em setembro de 1929. Em 1984, o aeroporto teve seu pico de atividade, sendo classificado como o 15º aeroporto mais movimentado dos Estados Unidos. Já em 2010, o aeroporto teve um movimento de 144 892 operações aéreas, tornando-se o 72º aeroporto mais movimentado do país.